# Vadú
Vadú, nombre artístico de 'Osvaldo Furtado, (31 de enero de 1977 - 12 de enero de 2010) fue un cantante y músico caboverdiano. Se definía a sí mismo como un "Badiu" real o irónicamente como un "Negro civilizado".

## Biografía
Era nieto de los hermanos de Zezé y Zeca di Nha Reinalda, dos nombres de destacados músicos de la Isla de Santiago. Vadú estudió en Cuba entre 1990 y 1993 donde aprendió música cubana.
Apareció en el panorama musical en 2002 con su primer álbum Ayan (sí), con tres canciones, que grabó al lado de grupo Ferro Gaita. Después grabaría dos discos más Nha raiz de 2004 con la participación del destacado músico de Cabo Verde y Dixi Rubera de 2007. Después continuó haciendo música más intimista con ritmos populares y un estilo más enraizado en su tierra con batuque, tabanka y funaná, mezclado con influencias latinas.
También fue un guitarrista virtuoso que participó en festivales de música de Cabo Verde como Gamboa y Baía das Gatas y en el extranjero especialmente tocó en Portugal y en el 32º Dunya Festival de los Países Bajos.
Murió a los 32 años de un accidente de coche después de que su vehículo cayera 50 metros en el barranco. Su cuerpo fue encontrado dos días después.